# Diacono Rustico
Rustico Diacono (in latino Rusticus Diaconus) (fl. VI secolo) è stato uno scrittore ecclesiastico romano, sostenitore del difisismo calcedonese e avversario del monofisismo.

## Biografia
Nato presumibilmente a Roma agli inizi del VI secolo, era nipote di papa Vigilio e apparteneva ad una famiglia aristocratica. 
Nel corso della sua vita si recò più volte in Oriente, soggiornando anche a Costantinopoli presso il monastero degli Acemeti, e si interessò al dibattito cristologico dell’epoca, che vedeva contrapporsi i difisiti (fedeli ai dettami del quarto concilio ecumenico, che in Cristo riconoscevano "due nature", umana e divina, e "una ipostasi o persona") e i monofisiti (già condannati a Calcedonia come eretici, che invece in Cristo riconoscevano "una sola natura"). 
Fu condannato ed esiliato dall'imperatore Giustiniano per non aver accettato la condanna dei "Tre Capitoli" decretata nel concilio del 553.

## Opere
Tra le sue opere, si ricordano il Synodicon, una raccolta di atti dei concili di Efeso e di Calcedonia da lui tradotti in lingua latina, e la Disputatio contra Acephalos, un dialogo in cui si confrontano un ortodosso (l’autore stesso) e un eretico (un monofisita). Quest’ultima opera è considerata il più importante testo antimonofisita scritto in ambito occidentale; in esso, con poche citazioni scritturistiche ma ricorrendo piuttosto alle testimonianze patristiche, egli combatte il monofisismo rappresentato principalmente da Severo di Antiochia.